# Marco Russ
Marco Russ (født 4. august 1985 i Hanau, Vesttyskland) er en tysk fodboldspiller, der har tilbragt sin seniorkarriere, startende i 2004, som forsvarsspiller hos Bundesliga-klubben Eintracht Frankfurt til 2011. Han spillede også for klubben størstedelen af sine ungdomsår.